# 유언 (한구절후)
유언(劉偃, ? ~ 기원전 60년)은 전한 후기의 제후로, 조경왕의 아들이다.

## 행적
지절 2년(기원전 68년), 한구후(邯冓侯)에 봉해졌다.
신작 2년(기원전 60년)에 죽으니 시호를 절이라 하였고, 작위는 아들 유승이 이었다.

## 출전
- 반고, 《한서》 권15하 왕자후표 下

| 선대 (첫 봉건) | 전한의 한구후 기원전 68년 4월 계묘일 ~ 기원전 60년 | 후대 아들 한구희후 유승 |